# Uhlenkrugstadion
Het Uhlenkrugstadion is een voetbalstadion in Essen, Noordrijn-Westfalen, Duitsland. Het stadion is gelegen in het stadsdeel Stadtwald.
Het stadion werd in 1922 gebouwd door Essener Turnerbund Scharz-Weiß Essen nadat de pacht van hun vorige terrein Sportplatz an der Meisenburg niet verlengd werd. In deze tijd, toen Schwarz-Weiß nog tot de topclubs van de regio behoorde bood het stadion plaats aan 35.000 toeschouwers. Er was een metalen tribune voor 2000 toeschouwers, wat vrij ongewoon was in een tijd dat de meeste tribunes nog uit hout bestonden. In 1939 werd het stadion uitgebreid naar 45.000 zitplaatsen.
Na de Tweede Wereldoorlog werd Rot-Weiss Essen de belangrijkste club van de stad en het stadion verloor aan aanzien. In 1973 moest de club het stadion verkopen aan de stad voor 1,4 miljoen mark. Het stadion bleef echter in verval raken en werd in 1975 uitgesloten voor wedstrijden van de tweede klasse. De club, die in de 2. Bundesliga speelde, moest uitwijken naar het Grugastadion. 
Intussen is het stadion wel gerenoveerd en biedt nog plaats voor bijna 10.000 toeschouwers. Het stadion zou wel nog uitgebreid worden zodat de club ook in de Regionalliga kan spelen.
Het toeschouwerrecord is 45.000 voor een interland van Duitsland tegen Luxemburg op 23 december 1951. 